# Амазонско земеродно рибарче
Амазонското зелено земеродно рибарче (Chloroceryle amazona) е вид птица от семейство земеродни рибарчета (Alcedinidae). Видът е незастрашен от изчезване.

## Разпространение
Видът е разпространен в Аржентина, Аруба, Белиз, Боливия, Бразилия, Венецуела, Гватемала, Гвиана, Еквадор, Колумбия, Коста Рика, Мексико, Никарагуа, Панама, Парагвай, Перу, Салвадор, Суринам, Тринидад и Тобаго, Уругвай, Френска Гвиана и Хондурас.

## Описание
Достига на дължина до 30 cm при тегло около 98 – 140 g.

## Размножаване
Женската снася три, понякога четири, бели яйца.